# جينجر بيكر
جينجر بيكر (بالإنجليزية: Albert "Ginger" Baker)‏ هو عسكري بريطاني، ولد في 1951 في بلفاست في المملكة المتحدة.